# Station Offensen (Kr Northeim)
Station Offensen (Kr Northeim) (Haltepunkt Offensen (Kr Northeim)) is een spoorwegstation in de Duitse plaats Offensen, in de deelstaat Nedersaksen. Het station ligt aan de spoorlijn Göttingen - Bodenfelde en werd op 15 augustus 1910 geopend.

## Indeling
Het station heeft één zijperron, die niet is overkapt maar voorzien van abri's. Het perron is te bereiken vanaf de straat Heisebecker Straße, in deze straat bevindt zich ook een bushalte. Het stationsgebouw en een goederenloods is nog aanwezig, maar deze worden niet meer als dusdanig gebruikt.

## Verbindingen
De volgende treinserie doet het station Offensen (Kr Northeim) aan:
| Serie | Treinsoort                  | Route                                                                                           | Bijzonderheden                                                                       |
| ----- | --------------------------- | ----------------------------------------------------------------------------------------------- | ------------------------------------------------------------------------------------ |
| RB 85 | Regionalbahn (NordWestBahn) | Ottbergen – Lauenförde-Beverungen – Bodenfelde – Offensen (Kr Northeim) – Adelebsen – Göttingen | Oberweser-Bahn eenmaal per twee uur in het weekend, gekoppeld in Ottbergen aan RB 84 |